# Wahlkreis Amber Valley

Der Wahlkreis Amber Valley in Derbyshire mit den Grenzen vor 2010

Amber Valley ist ein Wahlkreis in Derbyshire, der im House of Commons seit 2010 vom Abgeordneten der Conservative Party, Nigel Mills vertreten wird.

## Geschichte
Der Wahlkreis wurde 1983 geschaffen. Ab diesem Zeitpunkt, bis zu den Unterhauswahlen 1997 nahm Phillip Oppenheim, Mitglied der Conservative Party, die Interessen der Wähler im House of Commons wahr. 1997 setzte sich Judy Mallaber von der Labour Party gegen Oppenheim durch. Sie hatte den Sitz für Amber Valley bis ins Jahr 2010 inne, als sie mit nur 536 Stimmen gegen den Kandidaten der Conservative Party, Nigel Mills, unterlag.

## Grenzen
Die Grenzen des Wahlkreises wurden mehrfach verändert.

### 1983–1997
Von seiner Gründung bis zu den Unterhauswahlen 1997 umfasste der Wahlkreis die Bezirke Aldercar, Alfreton East, Alfreton West, Codnor, Denby and Horsley Woodhouse, Heage and Ambergate, Heanor East, Heanor and Loscoe, Heanor West, Holbrook and Horsley, Kilburn, Riddings, Ripley, Ripley and Marehay, Shipley Park, Somercotes, Swanwick und Wingfield im District of Amber Valley und im Borough of Erewash die Bezirke Breadsall and Morley, Little Eaton und Stanley.

### 1997–2010
Für die Unterhauswahlen 1997 wurden die Grenzen des Wahlbezirks verändert. Bis 2010 umfasste er die im District of Amber Valley liegenden  Bezirke Aldercar, Alfreton East, Alfreton West, Codnor, Crich, Denby and Horsley Woodhouse, Heage and Ambergate, Heanor and Loscoe, Heanor East, Heanor West, Holbrook and Horsley, Kilburn, Riddings, Ripley, Ripley and Marehay, Shipley Park, Somercotes, Swanwick und Wingfield sowie die zum Borough of Erewash gehörenden Bezirke Breadsall and Morley, Little Eaton und Stanley.

### 2010 bis heute
Die heutigen Grenzen des Wahlkreises legten die Boundary Commissions für die Unterhauswahlen 2010 fest. Die dabei erfolgte Gründung des Wahlkreises Mid Derbyshire hatte auch Auswirkungen auf die Grenzen des Wahlkreises Amber Valley. Er verlor einige seiner Bezirke an den neugegründeten Wahlkreis und umfasst heute die Bezirke Alfreton, Codnor and Waingroves, Heage and Ambergate, Heanor and Loscoe, Heanor East, Heanor West, Ironville and Riddings, Kilburn, Denby and Holbrook, Langley Mill and Aldercar, Ripley, Ripley and Marehay, Shipley Park, Horsley and Horsley Woodhouse, Somercotes, Swanwick, and Wingfield, die alle zum Borough of Amber Valley gehören.

## Politische Ausrichtung
Die zum Wahlkreis gehörenden Städte Alfreton, Heanor und Ripley sind im Wesentlichen von Wählern der Labour Party geprägt, was sich bei den zwischen 1960 und 2012 stattfindenden Stadtratswahlen stets in einer Mehrheit für diese Partei ausdrückte. In den eher ländlich geprägten Gebieten des Wahlbezirks zeigen die Wahlergebnisse auf kommunaler Ebene dagegen eine Mehrheit der Conservative Party. Im Amber Valley Borough Council hatte die Conservative Party, zuletzt in einer Koalition mit den Liberal Democrats die Mehrheit inne, verlor dies aber bei den Wahlen am 22. Mai 2014 an die Labour Party.

## Abgeordnete im House of Commons
| Wahljahr | Wahljahr | Abgeordneter      | Partei       |
| -------- | -------- | ----------------- | ------------ |
|          | 2010     | Nigel Mills       | Conservative |
|          | 1997     | Judy Mallaber     | Labour       |
|          | 1983     | Phillip Oppenheim | Conservative |

## Wahlen

### Wahlen 2010–
| Unterhauswahlen 2015 | Unterhauswahlen 2015               | Unterhauswahlen 2015               | Unterhauswahlen 2015 | Unterhauswahlen 2015 | Unterhauswahlen 2015 |
| Partei               | Partei                             | Kandidat                           | Stimmen (absolut)    | Stimmen (%)          | Gewinne/Verluste (%) |
| -------------------- | ---------------------------------- | ---------------------------------- | -------------------- | -------------------- | -------------------- |
|                      | Conservative                       | Nigel Mills                        | 20.106               | 44,0                 | + 5,4                |
|                      | Labour                             | Kevin Gillott                      | 15.901               | 34,8                 | - 2,6                |
|                      | UKIP                               | Stuart Bent                        | 7.263                | 15.9                 | + 13,9               |
|                      | Liberal Democrats                  | Kate Smith                         | 1.360                | 3,0                  | - 11,4               |
|                      | Green Party                        | John Devine                        | 1.087                | 2,4                  | N/A                  |
| Mehrheit             | Mehrheit                           | Mehrheit                           | 4.205                | 9,2                  | 8,0                  |
| Wahlbeteiligung      | Wahlbeteiligung                    | Wahlbeteiligung                    | 69.510               | 65,8                 | +0,3                 |
|                      | Sitz verteidigt durch Conservative | Sitz verteidigt durch Conservative | Wechselstimmen       | + 4,1                |                      |

| Unterhauswahlen 2010 | Unterhauswahlen 2010        | Unterhauswahlen 2010        | Unterhauswahlen 2010 | Unterhauswahlen 2010 | Unterhauswahlen 2010 |
| Partei               | Partei                      | Kandidat                    | Stimmen (absolut)    | Stimmen (%)          | Gewinne/Verluste (%) |
| -------------------- | --------------------------- | --------------------------- | -------------------- | -------------------- | -------------------- |
|                      | Conservative                | Nigel Mills                 | 17.746               | 38,6                 | + 4,7                |
|                      | Labour                      | Judy Mallaber               | 17.210               | 37,4                 | - 9,0                |
|                      | Liberal Democrats           | Tom Snowdon                 | 6.636                | 14,4                 | + 2,1                |
|                      | BNP                         | Michael Clarke              | 3.195                | 7.0                  | + 4,4                |
|                      | UKIP                        | Sue Ransome                 | 906                  | 2.0                  | + 0,3                |
|                      | Monster Raving Loony        | Sam Thing                   | 265                  | 0,6                  | N/A                  |
| Mehrheit             | Mehrheit                    | Mehrheit                    | 536                  | 1,2                  | −11,3                |
| Wahlbeteiligung      | Wahlbeteiligung             | Wahlbeteiligung             | 45.958               | 65,5                 | +1,5                 |
|                      | Sitzgewinn für Conservative | Sitzgewinn für Conservative | Wechselstimmen       | + 6,9                |                      |

### Wahlen 2000–2009
| Unterhauswahlen 2005 | Unterhauswahlen 2005         | Unterhauswahlen 2005         | Unterhauswahlen 2005 | Unterhauswahlen 2005 | Unterhauswahlen 2005 |
| Partei               | Partei                       | Kandidat                     | Stimmen (absolut)    | Stimmen (%)          | Gewinne/Verluste (%) |
| -------------------- | ---------------------------- | ---------------------------- | -------------------- | -------------------- | -------------------- |
|                      | Labour                       | Judy Mallaber                | 21.593               | 45,6                 | - 6,3                |
|                      | Conservative                 | Gillian Shaw                 | 16.318               | 34,4                 | - 1,3                |
|                      | Liberal Democrats            | Kate Smith                   | 6.225                | 13,1                 | + 0,7                |
|                      | BNP                          | Paul Snell                   | 1.243                | 4,6                  | N/A                  |
|                      | Veritas                      | Alex Stevenson               | 1.224                | 2,6                  | N/A                  |
|                      | UKIP                         | Hugh Price                   | 788                  | 1,7                  | N/A                  |
| Mehrheit             | Mehrheit                     | Mehrheit                     | 5.275                | 11,1                 | −5,1                 |
| Wahlbeteiligung      | Wahlbeteiligung              | Wahlbeteiligung              | 47.391               | 62,9                 | + 2,6                |
|                      | Sitz verteidigt durch Labour | Sitz verteidigt durch Labour | Wechselstimmen       | - 3,8                |                      |

| Unterhauswahlen 2001 | Unterhauswahlen 2001         | Unterhauswahlen 2001         | Unterhauswahlen 2001 | Unterhauswahlen 2001 | Unterhauswahlen 2001 |
| Partei               | Partei                       | Kandidat                     | Stimmen (absolut)    | Stimmen (%)          | Gewinne/Verluste (%) |
| -------------------- | ---------------------------- | ---------------------------- | -------------------- | -------------------- | -------------------- |
|                      | Labour                       | Judy Mallaber                | 23.101               | 51,9                 | - 2,8                |
|                      | Conservative                 | Gillian Shaw                 | 15.874               | 35,7                 | + 2,2                |
|                      | Liberal Democrats            | Kate Smith                   | 5.538                | 12,4                 | + 4,7                |
| Mehrheit             | Mehrheit                     | Mehrheit                     | 7.227                | 16,2                 | - 5,1                |
| Wahlbeteiligung      | Wahlbeteiligung              | Wahlbeteiligung              | 44.513               | 60,3                 | - 15,6               |
|                      | Sitz verteidigt durch Labour | Sitz verteidigt durch Labour | Wechselstimmen       | - 2,5                |                      |

### Wahlen 1990–1999
| Unterhauswahlen 1997 | Unterhauswahlen 1997  | Unterhauswahlen 1997  | Unterhauswahlen 1997 | Unterhauswahlen 1997 | Unterhauswahlen 1997 |
| Partei               | Partei                | Kandidat              | Stimmen (absolut)    | Stimmen (%)          | Gewinne/Verluste (%) |
| -------------------- | --------------------- | --------------------- | -------------------- | -------------------- | -------------------- |
|                      | Labour                | Judy Mallaber         | 29.943               | 54,7                 | + 10,3               |
|                      | Conservative          | Phillip Oppenheim     | 18.330               | 33,4                 | - 13,0               |
|                      | Liberal Democrats     | Roger Shelley         | 4.219                | 7,7                  | - 1,4                |
|                      | Referendum            | Irene McGibbon        | 2.283                | 4,2                  | N/A                  |
| Mehrheit             | Mehrheit              | Mehrheit              | 11.613               | 21,3                 | + 19,2               |
| Wahlbeteiligung      | Wahlbeteiligung       | Wahlbeteiligung       | 72.116               | 76,0                 | - 8,7                |
|                      | Sitzgewinn für Labour | Sitzgewinn für Labour | Wechselstimmen       | + 11,7               |                      |

| Unterhauswahlen 1992 | Unterhauswahlen 1992               | Unterhauswahlen 1992               | Unterhauswahlen 1992 | Unterhauswahlen 1992 | Unterhauswahlen 1992 |
| Partei               | Partei                             | Kandidat                           | Stimmen (absolut)    | Stimmen (%)          | Gewinne/Verluste (%) |
| -------------------- | ---------------------------------- | ---------------------------------- | -------------------- | -------------------- | -------------------- |
|                      | Conservative                       | Phillip Oppenheim                  | 27.418               | 46,1                 | - 5,3                |
|                      | Labour                             | John Cooper                        | 26.706               | 44,9                 | + 10,6               |
|                      | Liberal Democrats                  | Graham Brocklebank                 | 5.294                | 8,9                  | - 5,3                |
| Mehrheit             | Mehrheit                           | Mehrheit                           | 712                  | 1,2                  | - 15,9               |
| Wahlbeteiligung      | Wahlbeteiligung                    | Wahlbeteiligung                    | 59.418               | 84,7                 | + 3,5                |
|                      | Sitz verteidigt durch Conservative | Sitz verteidigt durch Conservative | Wechselstimmen       | - 7,9                |                      |

### Wahlen 1980–1989
| Unterhauswahlen 1987 | Unterhauswahlen 1987               | Unterhauswahlen 1987               | Unterhauswahlen 1987 | Unterhauswahlen 1987 | Unterhauswahlen 1987 |
| Partei               | Partei                             | Kandidat                           | Stimmen (absolut)    | Stimmen (%)          | Gewinne/Verluste (%) |
| -------------------- | ---------------------------------- | ---------------------------------- | -------------------- | -------------------- | -------------------- |
|                      | Conservative                       | Phillip Oppenheim                  | 28.603               | 51,4                 | + 9,7                |
|                      | Labour                             | David M. Bookbinder                | 19.103               | 34,4                 | - 0,9                |
|                      | Liberal                            | Stewart Reynolds                   | 7.904                | 14,2                 | - 7,1                |
| Mehrheit             | Mehrheit                           | Mehrheit                           | 9.500                | 17,1                 | + 10,7               |
| Wahlbeteiligung      | Wahlbeteiligung                    | Wahlbeteiligung                    | 68.478               | 81,2                 | + 4,0                |
|                      | Sitz verteidigt durch Conservative | Sitz verteidigt durch Conservative | Wechselstimmen       | + 5,3                |                      |

| Unterhauswahlen 1983 | Unterhauswahlen 1983                          | Unterhauswahlen 1983                          | Unterhauswahlen 1983 | Unterhauswahlen 1983 | Unterhauswahlen 1983 |
| Partei               | Partei                                        | Kandidat                                      | Stimmen (absolut)    | Stimmen (%)          | Gewinne/Verluste (%) |
| -------------------- | --------------------------------------------- | --------------------------------------------- | -------------------- | -------------------- | -------------------- |
|                      | Conservative                                  | Phillip Oppenheim                             | 21.502               | 41,7                 | N/A                  |
|                      | Labour                                        | David M. Bookbinder                           | 18.184               | 35,3                 | N/A                  |
|                      | Liberal                                       | Brian Johnson                                 | 10.989               | 21,3                 | N/A                  |
|                      | Parteilos                                     | P. Griffiths                                  | 856                  | 1,7                  | N/A                  |
| Mehrheit             | Mehrheit                                      | Mehrheit                                      | 3.318                | 6,4                  | N/A                  |
| Wahlbeteiligung      | Wahlbeteiligung                               | Wahlbeteiligung                               | 66.720               | 77,2                 | N/A                  |
|                      | Sitzgewinn für Conservative (neuer Wahlkreis) | Sitzgewinn für Conservative (neuer Wahlkreis) | Wechselstimmen       | N/A                  |                      |